# 스테판 브로그렌

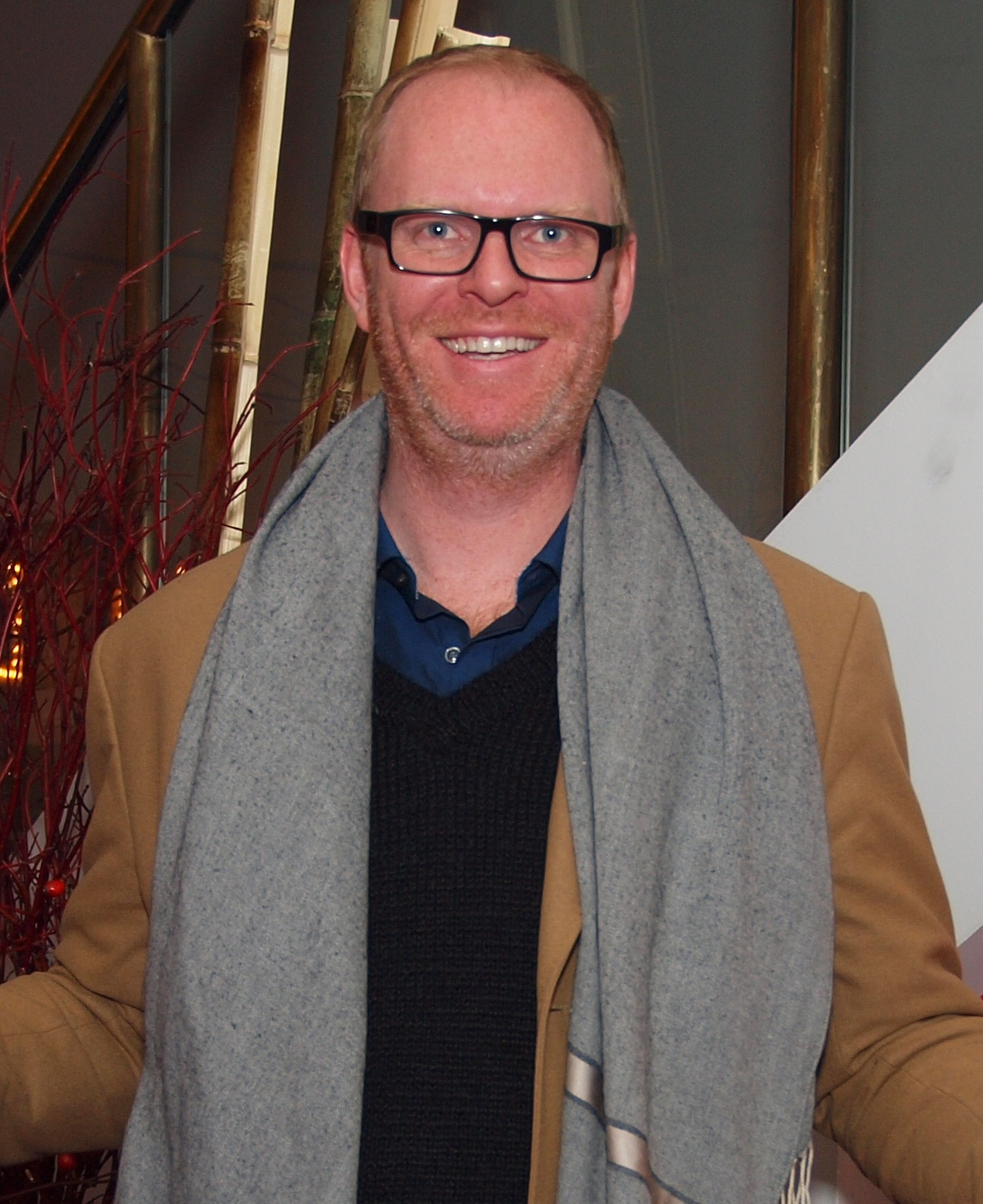

스테판 브로그렌(Stefan Brogren, 1971년 4월 21일 ~ )은 캐나다의 배우, 텔레비전 감독, 텔레비전 프로듀서, 각본가, 영화배우, 텔레비전 배우이다.
토론토에서 태어났다.

## 영화
- 워킹 데드 1 (2010년)
- 접근거부 (2004년)
- 인비테이션 (2001년)
- 개구리 왕자 (2001년)
- 헤어셔츠 (1998년)
- 드그래시 하이 (1987년)